# Драгижево
Драгижево е село в Северна България. То се намира в община Лясковец, област Велико Търново.

## География
Село във Великотърновска област, община Лясковец, разположено на 4 km югоизточно от Лясковец и на 11 km югоизточно от Велико Търново.

## Климат
Климатът е умерено-континентален, със студена зима и топло лято.

## Махали
Селото е разделено на няколко махали:Чаршията, Джуровец, Шарковец, Фъшковец, Къдревец, Чучуга, Трифона ръта, Тържището и Долна махала.

## Местности
В селото съществуват местности със следните имена:Градисце, Купен дял, Дунди баир, Остра могила, Голямата кория.

## История
Село Драгижево е образувано, след като махалите, които са се намирали в днешното землище:Батлей, Джуровец, Шарковец, Фъшковец се обединяват в едно населено място.
До средата на XVII век, край селото е съществувало и село Купин дял. Мухтар Стоян Съби е кмет на селото от 1782 до 1790. Поп Георги е свещеник в Църквата от 1809. В селото се изгражда Балтей чешма. Известен хайдутин и покровител на селото е Чисти Хрелю.
Атанас Арнаутина, от Македония, е преподавател в Първото килийно училище в селото, открито през 1829 година. Свещеник Стефан Киров, е председател на основания в селото Революционен комитет. Градинарско дружество „Свети Трифон“ е основано в Драгижево през 1882 година. В него са членували 330 градинара.
В селото започват да се строят и възрожденски къщи, макар и да не са много на брой.
През 1894 година в селото е основано Народно читалище „Развитие“. Кредитна кооперация „Пчела“ за взаимопомощ на драгижевчани, е основана през 1907 година. През 1949 година кооперацията е преструктурирана и именована Трудово-производителна кооперация „Единство“.

## Население
Численост на населението според преброяванията през годините:
| \| Година на преброяване \| Численост \| \| --------------------- \| --------- \| \| 1934 \| 2034 \| \| 1946 \| 1946 \| \| 1956 \| 1622 \| \| 1965 \| 1452 \| \| 1975 \| 1387 \| \| 1985 \| 1087 \| \| 1992 \| 951 \| \| 2001 \| 851 \| \| 2011 \| 831 \| \| 2021 \| 818 \| |           |
| Година на преброяване | Численост |
| 1934 | 2034      |
| 1946 | 1946      |
| 1956 | 1622      |
| 1965 | 1452      |
| 1975 | 1387      |
| 1985 | 1087      |
| 1992 | 951       |
| 2001 | 851       |
| 2011 | 831       |
| 2021 | 818       |

### Етнически състав
Численост и дял на етническите групи според преброяването на населението през 2011 г.:
|                     | Численост | Дял (в %) |
| Общо                | 831       | 100,00    |
| Българи             | 736       | 88,56     |
| Турци               | 5         | 0,60      |
| Цигани              | 6         | 0,72      |
| Други               | 18        | 2,16      |
| Не се самоопределят |           |           |
| Неотговорили        | 64        | 7,70      |

## Културни и природни забележителности
В землището на село Драгижево се намира античната и османска крепост „Градище“.

### Народно Читалище „Развитие“
На 2 декември 1903 г. е свиквано общо събрание, на което се избира ново настоятелство. За председател е избран Иван Димов. Изнасят се сказки и представления. От 1929 председател е Димитър Георгиев. Изнасят се редица представления „Вода от планината“, „Зет като мед“, „Фалшива кооперация“. Културните прояви – утра и вечеринки до 1929 се изнасят преди всичко в старото училище или в частните салони на Стефан Кумпелов и Марин Бешев. Учреден е фонд „Книги за дарение“ и за дарители, внесли от 5000 лв. до 10 000 лв. ставали почетни членове на читалището. Сградата на Читалището започва да се строи през 1952 и е построена през 1954.

## Образование
В Драгижево през 1888 година е основана Народна смесена прогимназия „Кирил и Методий“.
Първи директор на училището е Атанас Дачов от 1890 година.

## Религия
Православния храм „Св. Константин и Елена“ е построен и осветен през 1837 г. Преди него не е известно колко църкви са били построени в селото, но са намерени останки само от една църква, при строежа на Храма „Св. Константин и Елена“. Към селата Драгижево и Купин дял са съществували две енории с двама свещеници. Мария и Йорга Грънчарови дарили своето дворно място за строежа на Църквата. Цоньо Недялков и Панайот Башев също са дарители за храма.

## Стопанство
- Трудово кооперативно земеделско стопанство (ТКЗС) „Ленин“

## Редовни събития
Съборът на селото се провежда на 24 май всяка година.

## Празници
- Игнажден – на този празник обикновено не се излиза от дома и се сяда на богата трапеза
- Васильовден – наричан още Сурваки, в миналото е бил празнуван и два дни
- Бабинден – Ден на родилната помощ. На бабите, които са бабували са им носели дарове
- Трифон-Зарезан
- Младенци – по стар обичаи се чисти зялата къща и двор, изгаря се боклука и момите се учат да шият
- Спасов ден – ходене по роса
- Кръстовден – на тоя ден обикновено е започвала сеитбата

## Личности
- Макарий Неврокопски (1876 – 1934), български духовник и неврокопски митрополит
- Пейо Бешев (1885 – 1926), български медик и политик, деец на БРСДП (т.с.) и БКП
- Стоян Иванов (1901 – 1963), български медик, дългогодишен лекар в Петрич
- Теодосий Деволски (1934 – 2017), деволски епископ на Българската православна църква
- Цоньо Иванов, български революционер от ВМОРО, четник на Иван Наумов Алябака[7]